# Abaffy László
Abaffy László (Makó, 1906. március 18. – Huttenheim, 1975. május 31.) magyar újságíró, műfordító.

## Életpályája
Szülei: Abaffy Béla (1875–1918) gimnáziumi tanár és Háry Zsuzsanna voltak. A Szegedi Tudományegyetem bölcsészkarának elvégzése után Makón, Szegeden majd Pécelen újságíró. 1937-től a Pesti Hírlap majd a Pesti Újság riportere volt. A finn-szovjet háború alatt mint haditudósító dolgozott 1940-ben. 1941–1945 között a berlini Presseagunter BL szerkesztője, majd a bécsi Donausender rádió alkalmazotta. Egykori iskolatársa, József Attila német nyelvű népszerűsítésével, valamint a magyar irodalom terjesztésével foglalkozott.

## Főbb művei
- Unsterbliche Freiheit (versfordítások, Budapest, 1958)
- Adatok József Attila életéhez (Huttenheim, 1961)
- József Attila igazi arca (Huttenheim, 1965)
- Ungarns Dichtung in deutscher Sprache (antológia, Frankfurt am Main-Huttenheim, 1967)